# Gurur, Mysore
Gurur là một làng thuộc tehsil Mysore, huyện Mysore, bang Karnataka, Ấn Độ.